# 2004 w Wojsku Polskim
Kalendarium Wojska Polskiego 2004 – strona przedstawia wydarzenia w Wojsku Polskim w roku 2004
Potencjał Sił Zbrojnych RP na 1.01.2004 wynosił:
| Stan ewidencyjny Wojska Polskiego | Podstawowe uzbrojenie Wojska Polskiego                                                                                             |
| --- | --- |
| Kadra zawodowa – 70 214 - generałowie – 104 - oficerowie – 28 090 - chorążowie – 21 520 - podoficerowie zawodowi – 20 500 Szeregowi zasadniczej służby wojskowej – 67 000 | - czołgi – 638 - wozy bojowe – 1358 - artyleria – 912 - śmigłowce – 280 - samoloty – 170 - okręty i inne jednostki pływające – 140 |

## Styczeń
3 stycznia
- sformowanie 1 Brygady Logistycznej

5 stycznia
- płk dr Wojciech Kasprzycki został dowódcą Nordycko-Polskiej Grupy Bojowej w Bośni i Hercegowinie

7 stycznia
- grupa 150 żołnierzy II zmiany PKW Irak odleciała z lotniska w Krakowie Balicach

15 stycznia
- płk dr pil. Tadeusz Pieciukiewicz przestał dowodzić Centrum Operacji Powietrznych

16 stycznia
- powrót 100 żołnierzy I zmiany PKW Irak z Iraku

19 stycznia
- gen. dyw. Andrzej Tyszkiewicz otrzymał od Zwierzchnika Sił Zbrojnych, Prezydenta RP Aleksandra Kwaśniewskiego awans na stopień generała broni oraz został odznaczony Krzyżem Komandorskim Orderu Odrodzenia Polski

20 stycznia
- Minister Obrony Narodowej:

⇒ nadał imię ppłk Adama Szugajewa 5 Ośrodkowi Przechowywania Sprzętu w Nowym Dworze Mazowieckim
⇒ zatwierdził wzór odznaki pamiątkowej i legitymacji 5 Ośrodka Przechowywania Sprzętu
⇒ zatwierdził wzór odznaki pamiątkowej 33 batalion ratownictwa inżynieryjnego im. ppłk Rudolfa Matuszka w Nisku
23 stycznia
- przegłosowanie ustawy budżetowej; SZ RP straciły 45 mln zł na korzyść kolei

27 stycznia
- Naczelny Sąd Administracyjny oddalił skargę płk rez. Ryszarda Chwastka na tryb zwolnienia go do cywila

## Luty
1 lutego
- zakończyło działalność Biuro Prasy i Informacji Ministerstwa Obrony Narodowej

2 lutego
- rozpoczęło działalność Centrum Informacyjne Ministerstwa obrony Narodowej

9 lutego
- mjr dypl. pil. Rościsław Stepaniuk przekazał dowodzenie 3 Eskadrą Lotnictwa Taktycznego ppłk dypl. pil. Zbigniewowi Zawadzie

28 lutego
- gen. dyw. Ryszard Lackner zakończył szefowanie Generalnym Zarządem Wsparcia Sztabu Generalnego Wojska Polskiego P-7

## Marzec
1 marca
- gen. dyw. Ryszard Lackner został dowódcą Śląskiego Okręgu Wojskowego

## Maj
5 maja
- gen. dyw. Jerzy Baranowski przestał dowodzić Śląskim Okręgiem Wojskowym

8 maja
- zginęli w Iraku: kpt. Sławomir Stróżak (18 batalion desantowo-szturmowy) i st. chor. sztab. Marek Krajewski (Wojewódzki Sztab Wojskowy w Lublinie)

21 maja
- dowódca Wojsk Lotniczych i Obrony Powietrznej gen. broni pil. Ryszard Olszewski rozkazem nr 82 wprowadził do użytku w lotnictwie Sił Zbrojnych RP z dniem 15 lipca 2004 Instrukcję zabezpieczenia i wykonywania lotów statków powietrznych oznaczonych symbolem „WAŻNY” nad terytorium RP. Tymczasowa

29 maja
- po raz pierwszy obchodzono w Międzynarodowy Dzień Uczestników Misji Pokojowych

30 maja
- podsekretarz stanu ds. społecznych w Ministerstwie Obrony Narodowej Maciej Górski wręczył sztandar Federacji Stowarzyszeń Rezerwistów i Weteranów Sił Zbrojnych Rzeczypospolitej Polskiej

## Czerwiec
3 czerwca
- Minister Obrony Narodowej:

⇒ nadał nazwę wyróżniającą „Pomorska” i imię króla Kazimierza Wielkiego 1 Brygadzie Logistycznej w Bydgoszczy
⇒ zatwierdził wzór odznaki pamiątkowej i legitymacji Wojewódzkiego Sztabu Wojskowego w Gdańsku
⇒ zatwierdził wzór odznaki pamiątkowej i legitymacji Centrum Operacji Morskich
16 czerwca
- 4 pułk przeciwlotniczy w Czerwieńsku otrzymał nazwę wyróżniającą „Zielonogórski”[8]

16 czerwca
- rozpoczęcie ośmiodniowych ćwiczeń pod kryptonimem: Grunwald Wind 2004 na poligonie w Orzyszu; ćwiczący: Litewsko-Polski Batalion Sił Pokojowych

21 czerwca
- 34 Brygada Kawalerii Pancernej w Żaganiu otrzymała imię hetmana wielkiego koronnego Jana Zamoyskieg[9]

25 czerwca
- otwarcie Centrum Szkolenia Sił Połączonych (JFTC) w Bydgoszczy

30 czerwca
- likwidacja Wojsk Lotniczych i Obrony Powietrznej

## Lipiec
1 lipca
- zmiany organizacyjno-etatowe w jednostkach Sił Zbrojnych Rzeczypospolitej Polskiej (m.in. powstanie Sił Powietrznych)
- Centrum Szkolenia Wojsk Lotniczych i Obrony Powietrznej im. Romualda Traugutta w Koszalinie zmieniło nazwę na Centrum Szkolenia Sił Powietrznych im. Romualda Traugutta[10].
- wejście w życie ustawy z dnia 11 września 2003 o służbie wojskowej żołnierzy zawodowych

29 lipca
- zginął w Iraku: kpr. ndt. Marcin Rutkowski (1 Mazurska Brygada Artylerii)

## Sierpień
9 sierpnia
- 1 Łomżyński batalion remontowy otrzymał imię płk Mariana Raganowicza[11]

11 sierpnia
- Minister Obrony Narodowej wydał decyzja nr 229/MON w sprawie dziedziczenia i kultywowania tradycji oręża polskiego

12 sierpnia
- 2 kompania szturmowa 18 Bielskiego batalionu desantowo-szturmowego im. kpt. Ignacego Glazurka otrzymała imię kpt. Sławomira Gabriela Stróżaka[12]

15 sierpnia
- podczas obchodów Święta Wojska Polskiego awanse na stopnie generalskie otrzymali:

na stopień generała broni gen. dyw. Lech Konopka,
na stopień generała dywizji gen. bryg. Stanisław Targosz,
na stopień generała brygady płk Ryszard Dębski, płk Zbigniew Janoś, płk Ryszard Hać, płk Anatol Czaban, płk Andrzej Kaczyński
21 sierpnia
- początek dwudniowego IX Ogólnopolskiego Lotniczego Pikniku Charytatywnego w Pruszczu Gdańskim zorganizowanego przez 49 Pułk Śmigłowców Bojowych, Fundację Pomocy Poszkodowanym Lotnikom „Ikar”, Aeroklub Gdański oraz Agencję Lotniczą „Altair” – dochód przeznaczono na pomoc dla dzieci żołnierzy poległych w Iraku

## Wrzesień
1 września

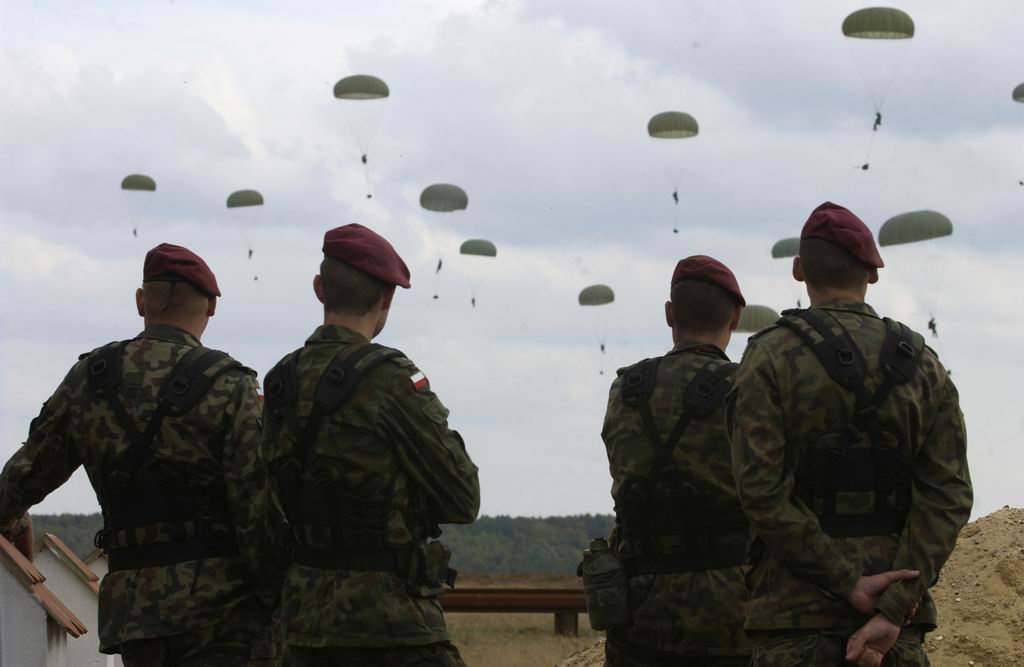
Ćwiczenie pod kryptonimem Immediate Response 04

- na terenie dawnego obozu Stalag III B w Gębicach odbyły się obchody 65 rocznicy wybuchu II wojny światowej na którą przybył Jerzy Starostecki przedstawiciel Krajowego Biura Rady Ochrony Pamięci Walk i Męczeństwa, delegacja żołnierzy Bundeswehry oraz kompania honorowa 5 Kresowego Batalionu Saperów z Krosna Odrzańskiego[13]

9 września
- Minister Obrony Narodowej zatwierdził wzór odznaki pamiątkowej i legitymacji 5 Dęblińskiego batalionu ratownictwa inżynieryjnego im. płk Władysława Frączka w Dęblinie[14]

12 września
- PKW Irak:

w zasadzce w gaju palmowym zginęli ppor. Piotr Mazurek, Daniel Różyński i kpr. ndt. Grzegorz Nosek (16 batalion powietrznodesantowy)
15 września
- na terenie Ośrodka Szkolenia Poligonowego w Wędrznie rozpoczęło się polsko-amerykańskie ćwiczenie pod kryptonimem Immediate Response 04. W ćwiczeniu wzięło udział ok. 750 żołnierzy z Południowo Europejskiego Zgrupowania Bojowego (SETAF) oraz 6 Brygady Desantowo-Szturmowej. Podczas ćwiczenia dokonano wspólnego desantu spadochronowego 17 Brygady Powietrznodesantowej SETAF oraz 16 Batalionu Powietrznodesantowego. Kierownikiem ćwiczenia był gen. bryg. Jason K. Kamiya, dowódca SETAF[15]

16 września
- śmierć st. sierż. Roberta Bubnowskiego z 6 Brygady Kawalerii Pancernej w Stargardzie Szczecińskim podczas wykonywania obowiązków służbowych

30 września
- minister obrony narodowej Jerzy Szmajdziński podpisał Program rozwoju Sił Zbrojnych RP w latach 2005-2010

## Październik
4 października
- podoficerskie szkoły zawodowe rozpoczynają szkolenie pierwszych podoficerów

7 października
- zmarł Przemysław Bystrzycki, cichociemny

13 października
- ppłk dypl. pil. Zbigniew Zawada przekazał czasowe pełnienie obowiązków dowódcy 3 Eskadry Lotnictwa Taktycznego mjr dypl. pil. Adamowi Bondarukowi

25 października
- Minister Obrony Narodowej zatwierdził wzór odznaki pamiątkowej i legitymacji 4 Krośnieńskiego batalionu zaopatrzenia w Krośnie Odrzańskim[16]

29 października
- uroczyste otwarcie mostu na rzece Barycz we wsi Łąki (powiat milicki) wybudowanego przez saperów z Wyższej Szkoły Oficerskiej Wojsk Lądowych pod dowództwem kpt. Artura Boruckiego; w uroczystości udział wzięli: Andrzej Otręba (poseł na Sejm), gen. bryg. Andrzej Muth (komendant-rektor WSOWLąd), Ryszard Mieloch (burmistrz gminy Milicz), Henryk Kwaczerwski (sołtys Łąk), gen. dyw. Ryszard Lackner (dowódca ŚOW) oraz przedstawiciele administracji rządowej i samorządowej

30 października
- ingres do katedry polowej Wojska Polskiego oraz nadanie święceń biskupich ks. prałatowi płk. Tadeuszowi Stefanowi Płoskiemu

## Listopad
2 listopada
- początek dwudniowej wizyty szefa resortu obrony Indii, po. ministra obrony narodowej Pranaba Mukherjee w Polsce; podczas wizyty Hindus spotkał się z prezydentem Aleksandrem Kwaśniewskim, premierem Markiem Belką, ministrem obrony narodowej Jerzym Szmajdzińskim, sekretarzem stanu w MON Januszem Zemke oraz dowódcą Wojsk Lądowych gen. broni Edwardem Pietrzykiem i zwiedził 1 Warszawską Brygadę Pancerną oraz Wyższą Szkołę Oficerską Sił Powietrznych

4 listopada
- szefem Wojskowych Służb Informacyjnych przestał być gen. bryg. Marek Dukaczewski

5 listopada
- czasowe pełnienie obowiązków szefa Wojskowych Służb Informacyjnych zostało powierzone gen. bryg. Januszowi Bojarskiemu

6 listopada
- czasowo pełniący obowiązki szefa Wojskowych Służb Informacyjnych gen. bryg. Janusz Bojarski przekazał dowodzenie gen. bryg. Markowi Dukaczewskiemu

8 listopada
- prezydent Aleksander Kwaśniewski awansował biskupa polowego Wojska Polskiego płk Tadeusza Stefana Płoskiego na stopień generała brygady

9 listopada
- w Bydgoszczy zorganizowano sympozjum naukowe poświęcone 65. rocznicy przekazania aliantom dokumentacji dotyczącej złamania kodu Enigmy, w spotkaniu tym uczestniczyli: Konstanty Dombrowicz (prezydent Bydgoszczy), Leon Kieres (prezes IPN) oraz przedstawiciel Centrum Operacji Powietrznych – mjr Wacław Siekaniec

11 listopada
- uroczystość wręczenia sztandaru dla 100 Batalionowi Łączności Brygady Wsparcia Dowodzenia Wielonarodowego Korpusu Północno-Wschodniego w Wałczu

27 listopada
- rozpoczęcie siedmiodniowych ćwiczeń pod kryptonimem: Grey-heaven 2004 na poligonie w Żaganiu-Świętoszowie; ćwiczący: IV zmiana misji stabilizacyjnej w Iraku (8 krajów)

28 listopada
- początek trzydniowej wystawy Land Combat Expo 2004 w Heidelbergu (Niemcy); Polskę reprezentowały: 25 Brygada Kawalerii Powietrznej, 100 Batalion Łączności, 4 Pułk Chemiczny, 4 Pułk Przeciwlotniczy, 1 Brygada Saperów, 18 Batalion Desantowo-Szturmowy, 10 Brygada Kawalerii Pancernej, 34 Brygada Kawalerii Pancernej, 10 Brygada Logistyczna, Centrum Szkolenia Artylerii i Uzbrojenia, 9 Batalion Dowodzenia, 9 Rejonowe Warsztaty Techniczne, 2 Batalion Dowodzenia, Dowództwo Śląskiego Okręgu Wojskowego i Dowództwo Wojsk Lądowych

## Grudzień
9 grudnia
- przekazanie w użytkowanie 10 Brygadzie Kawalerii Pancernej pierwszego samobieżnego przeciwlotniczego zestawu artyleryjskiego LOARA

15 grudnia
- zginęli w Iraku podczas katastrofy śmigłowca: mjr lek. Jacek Kostecki (2. Szpital Operacji Pokojowych) oraz st. chor. pil. Paweł Jelonek i chor. Karol Szlązak (7. dywizjon lotnictwa taktycznego)
- otwarcie Dowództwa Operacyjnego przez gen. Czesława Piątasa; dowódcą którego został gen. dyw. Henryk Tacik

16 grudnia
- wejście w życie rozporządzenia Ministra ON z 2 grudnia 2004 roku w sprawie wzorów oraz noszenia umundurowania i oznak wojskowych przez żołnierzy zawodowych i kandydatów na żołnierzy zawodowych[17]